# Член семьи изменника Родины
Член семьи́ изме́нника Ро́дины (сокр. ЧСИР, произносится «чесеи́р», также член семьи врага народа, в ряде законодательных актов также члены семей изменников Родине) — формулировка ст. 58-1 в УК РСФСР 1926 года (в редакции от 8 июля 1934 года), Постановления ГКО «О членах семьи изменников Родины» и ряда иных советских нормативных актов.

## Предпосылки
Впервые понятие «членов семей изменников» было введено в Советской России в 1919 году. В приказе № 163 от 2 ноября 1919 года, озаглавленном «СМЕРТЬ ИЗМЕННИКАМ», Л. Д. Троцкий призывает не только карать перебежчиков и паникёров, но и арестовать их семьи. При этом, в приказе, как впрочем и в других приказах и прокламациях Троцкого, ни разу не употребляется выражение «родина» (поскольку один из фундаментальных принципов марксизма-ленинизма выражен словами Маркса в Манифесте Коммунистической партии: «У рабочих нет отечества» (Die Arbeiter haben kein Vaterland) и Ленина: «У пролетариата нет отечества»). Подразумеваются «предатели революции», а не «родины», которой по Ленину и Троцкому у пролетариата «нет и быть не может». Троцкий так формулирует свою мысль:

Приказываю командирам и комиссарам неукоснительно следить, чтобы ни один из этих случаев измены не прошел безнаказанно. Семьи изменников должны быть немедленно арестованы. Самих предателей занести в Черную книгу армии, дабы после близкого и окончательного торжества революции ни один из предателей не ушел от кары.— Приказ председателя Революционного Военного Совета Республики № 163 по 7 армии, 2 ноября (20 октября) 1919 года
После установления советской власти и окончания гражданской войны всякий случай ареста того или иного советского деятеля (среди которых на том этапе присутствовало большое количество оппозиционных партийцев, последний член советского правительства официально находившийся в оппозиции к сталинскому курсу был снят с должности в 1937 году — им был Н. Н. Крестинский) сопровождался тем, что их жены и родственники, — а многие деятели советской элиты были так или иначе перероднены между собой семейными связями, — незамедлительно начинали кампанию протеста с требованиями скорейшего освобождения, — рассмотрение этих протестов, жалоб и прошений, нередко весьма обоснованных, всякий раз отнимало большое количество времени на партийных собраниях и совещаниях, а порой и вообще парализовывало нормальную работу партаппарата. Каждый арест советского политического или военного деятеля поднимал за собой кампанию по сбору подписей под ходатайством о немедленном освобождении, «открытые письма» в центральные органы партийной печати, митинги и прочую общественно-политическую активность такого рода, как правило, исходившую от родственников и знакомых арестованных. Чтобы это пресечь и устранить докучавших ему жалобщиков, Сталин возвратился к практике репрессий против «членов семей изменников» на этот раз «родины», — членов семей стали арестовывать вместе с основными фигурантами политических процессов. При этом широко практиковавшиеся в годы наибольшего размаха сталинского террора попытки «отречения» бывших жён и детей от своих глав семейства не всегда означали для них избавления от наказания. В результате жён и совершеннолетних детей либо тоже расстреливали, отправляли в лагеря, в ссылку, а малолетних детей, если их не успевали (или боялись) спасти дальние родственники, забирали в детдома с присвоением новой фамилии. В 1970-е годы писатель Феликс Чуев, общаясь с вышедшим на пенсию Вячеславом Молотовым, спросил его: «Почему репрессии распространялись на жен, детей?». На что получил ответ: «Что значит — почему? Они должны были быть изолированы. А так, конечно, они были бы распространителями жалоб всяких… И разложения в известной степени». Историк Вадим Роговин так прокомментировал эту ситуацию: «родственники просто мешали, неужели непонятно?». Как отмечает Артём Кречетников, когда «под нож» массово шли высокопоставленные коммунисты, люди с положением и связями, их жены действительно могли бы смущать умы «ненужными» разговорами, а главное — надоедать высшему начальству и «органам» просьбами и жалобами.

## История

Выписка из протокола № 51 заседания Политбюро (вопрос НКВД)

Как юридическая формулировка уголовного кодекса данный термин ведёт своё начало из ст. 58 п. 1в УК РСФСР 1926 года (в редакции от 08.06.1934), который предусматривал наказание не только для совершившего преступление, но и по отношению к членам его семьи. В случае побега за границу военнослужащего совершеннолетние члены семьи изменника Родины, проживавшие совместно с ним, либо его иждивенцы лишались избирательных прав и подлежали ссылке в отдалённые районы Сибири сроком на пять лет. В случае, если члены семьи либо иждивенцы знали о подготавливавшемся побеге, но не уведомили власти, они лишались свободы на срок от пяти до десяти лет с конфискацией имущества.
Большая масса контрреволюционных преступлений, в том числе дела изменников Родины, рассматривалась внесудебными органами, известными как «двойки» и «тройки». 10 июня 1934 года ЦИК СССР издает Постановление, в соответствии с которым военным трибуналам округов и флотов наделена подсудность дел об измене Родине, совершённой как военнослужащими, так и гражданскими лицами.
Решением Политбюро от 1937 года было дополнительно регламентировано заключение в лагеря на 5—8 лет жён изменников Родины и партийных оппозиционеров (троцкистов, зиновьевцев, правых и т. д.), в конечном итоге эта практика распространялась и на все иные категории людей попавших под репрессии.
Постановлением Политбюро ЦК ВКП(б) № 140 1940 года «О привлечении к ответственности изменников родине и членов их семей» и рядом дополнительных актов по согласованию ЦК партии с И. В. Сталиным ст. 58 УК РСФСР и иные нормативные акты в рамках уголовного законодательства СССР в отношении ЧСИР были дополнены нормой об ответственности членов семей изменников Родины и в отношении изменника, не являющегося военнослужащим:
… члены семей изменников родине, совершивших побег или перелёт за границу, подлежат ссылке в отдалённые северные районы Союза ССР на срок от 3 до 5 лет, с конфискацией всех принадлежащих им построек, сельскохозяйственного инвентаря и домашнего скота, если они не совершили преступлений, за которые по закону подлежат более тяжкому наказанию.

… привлечению к ответственности подлежат члены семей изменников родине, совместно с ними проживавшие или находившиеся на их иждивении к моменту совершения преступления.
Согласно утвержденной в дополнение к Постановлению инструкции НКВД СССР «О порядке ссылки в отдалённые северные районы СССР членов семей», направление в ссылку членов семей изменников родине производится по решениям Особого Совещания при НКВД СССР, причём до отправки на ссылку члены семьи, исключая несовершеннолетних, направляются под стражу («в тюрьму», согласно инструкции). Несовершеннолетние члены семьи также подлежат ссылке (ранее они направлялись в специальные учреждения, интернаты и детские дома «вне Москвы»), однако для их содержания до момента отправки выделяются специальные помещения. Документ предусматривает перечень разрешённых к транспортировке вещей, устанавливает лимит в 500 рублей и до 500 кг необходимых вещей, не подлежащих конфискации.
24 июня 1942 года выходит секретное Постановление ГКО № 1926сс (то есть «совершенно секретно») «О членах семей изменников родины» за подписью Председателя ГКО И. Сталина, которое устанавливает, что:
совершеннолетние члены семей лиц…, осуждённых … к высшей мере наказания по ст. 58—1а УК РСФСР и соответствующим статьям УК других союзных республик: за шпионаж в пользу Германии и других воюющих с нами стран, за переход на сторону врага, предательство или содействие немецким оккупантам, службу в карательных или административных органах немецких оккупантов на захваченной ими территории и за попытку к измене родине и изменнические намерения, — подлежат аресту и ссылке в отдалённые местности СССР на срок в пять лет.
… аресту и ссылке в отдалённые местности СССР на срок в пять лет подлежат также семьи лиц, заочно осуждённых к высшей мере наказания … за добровольный уход с оккупационными войсками при освобождении захваченной противником территории.
Членами семьи изменника родине считаются отец, мать, муж, жена, сыновья, дочери, братья и сестры, если они жили совместно с изменником родине или находились на его иждивении к моменту совершения преступления или к моменту мобилизации в армию в связи с началом войны.
Не подлежат аресту и ссылке семьи тех изменников родине, в составе которых после должной проверки будет установлено наличие военнослужащих Красной армии, партизан, лиц, оказавших в период оккупации содействие Красной армии и партизанам, а также награждённых орденами и медалями Советского Союза…

Данной мерой, когда уголовной ответственности (не говоря уже о десятилетней административной высылке) подвергались лица, не виновные во вменяемых другим лицам преступлениях, грубо нарушался принцип личной ответственности и вины, то есть применялось привлечение к ответственности невиновных.

## Дети арестованных
Насильственное разлучение детей и родителей «врагов народа» было одной из репрессивных практик СССР.
А. А. Переведенцева, отец которой А. В. Васильев был делегатом XVII съезда («Съезда расстрелянных»), а в 1937 году осуждён и расстрелян как «Изменник родины», оставила воспоминания с подробностями из жизни ЧСИР. После ареста матери Алевтина с братом попадает сначала в приёмник-распределитель НКВД в Харькове, а затем детдом в Волчанске в своих воспоминаниях описывает условия жизни детей-ЧСИР. Согласно воспоминаниям А. Переведенцевой, атмосфера в детских учреждениях была труднопереносимой. Издевательства над воспитанниками, побои в наказание — такие правила являлись повсеместными. Дети репрессированных, так называемые «социально опасные», находились под постоянным наблюдением органов НКВД. Выходить за пределы детдома запрещалось, за это ждало суровое наказание. Передвигались «учащиеся» строем, с пением советских песен. Самым тяжелым испытанием для них стал запрет на общение со своими сверстниками:

Приёмник напоминал тюрьму. В детдоме учили грамотности. Учителя нас часто били. Жаловаться и сопротивляться нельзя, так как мы дети врагов народа. Заставляли учить биографию Сталина. Везде на стенах висели сталинские портреты. Питание детдомовцев было скудным. Одна чечевица. Ели все вместе за одним столом и часто бывало, что лучшие куски пищи доставались более сильным подросткам. Детдомовцы работали, овладевали профессией. Девочки шили, а мальчики трудились на станках в мастерских. Дети работали по 6-8 часов в день. Лишнего слова сказать нельзя, сосед на соседа доносил, и могли наказать.
Кроме изменения родительской фамилии, ко всему прочему по установленному Сталиным порядку практиковалось принудительное переименование детей ясельного возраста ЧСИР иностранцев либо ЧСИР с «не по-русски» звучавшими именами и отчествами в русифицированных «Иванов Ивановичей» (см. например, Мейер, Ханнес).